# فوسانگ

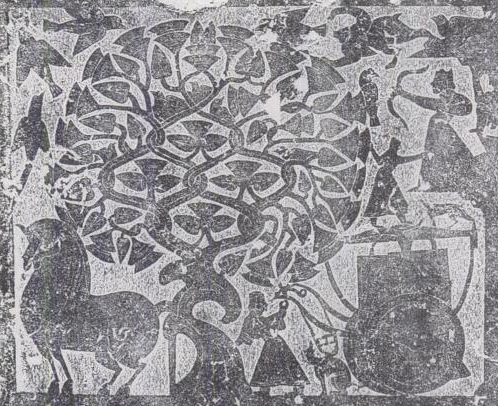
درخت فوسانگ همان‌طور که در نقش برجسته زیارتگاه‌های وو لیانگ در اواسط قرن دوم میلادی به تصویر کشیده شده‌است.

فوسانگ نام مکانی افسانه‌ای (با یک درخت توت) در ادبیات چین باستان است. گفته می‌شود که در شرق چین قرار دارد.
گفته می‌شود که یک راهب به نام هوی شن از فوسانگ بازدید کرده‌است. شرح آن در کتاب لیانگ نوشته شده‌است. بسیاری از مردم بحث می‌کنند که فوسانگ کجاست. برخی می‌گویند در قاره آمریکا، شبه‌جزیره کامچاتکا یا جزایر کوریل است. پس از جنگ جهانی اول، بیشتر مردم دیگر باور ندارند که در آمریکا واقع شده باشد.